# 中村太
中村太（日语：なかむら ふとし，转写：Futoshi Nakamura，1978年11月1日—），埼玉县人，日本足球裁判。
中村太于2009年11月成为一级裁判员，同年起在J2联赛担任主裁判，2011年被提拔到J1联赛。2011年6月25日福岡黃蜂主场1比2输给磐田喜悦的比赛是他身为主裁判执法的第一场J1联赛。 2013年中超联赛第8轮北京国安与长春亚泰的比赛，中村太受中国足协的邀请来华担任主裁判。